# الاتحاد الوطني للزوايا الجزائرية
الاتحاد الوطني للزوايا الجزائرية، تنظيم جزائري أسس في 23 مارس 1989م.

## التعريف
«الاتحاد الوطني للزوايا الجزائرية» هو تنظيم وطني جزائري يُعنى بشؤون الزوايا في الجزائر · .

## الأهداف
نشأ «الاتحاد الوطني للزوايا الجزائرية» من أجل تجميع ورص صفوف الزوايا من أجل تسطير الآفاق والمتابعة باهتمام للدور الأساسي للزاوية وعلاقتها بمحيط السكان وإعطاء الوجه الحقيقي للزوايا وإبعاد كل ما ألصق بها من شعوذة وخرافات.

## النشاط

### ملتقى 2014م
قام «الاتحاد الوطني للزوايا والطرق الصوفية الجزائرية» بعقد مؤتمره الدولي حول «التصوف والطرق الصوفية» بمدينة معسكر خلال أيام 11، 12 و13 مارس 2014م تحت عنوان «التصوف عند أهل العلم: من عبد القادر الجيلاني إلى عبد القادر الجزائري» · .

### مؤتمر 2016م
قام «الاتحاد الوطني للزوايا والطرق الصوفية الجزائرية» بعقد «المؤتمر العالمي الأول في التصوف» بمدينة مستغانم خلال أيام 18، 19 و20 ماي 2016م.
ودعا المشاركون في «المؤتمر العالمي الأول في التصوف» إلى تأسيس لجنة فقهية تعمل على إصلاح ذات البين وتجميع فقهاء المذاهب والمدارس الإسلامية لصياغة مشروع يعمل على وحدة الأمة ودرء الفتن وصد المؤامرات التي تحاك ضدها ونشر فكر الوحدة والتعايش.
وأوصى المؤتمر الذي دامت أشغاله ثلاثة أيام أيضا بتأسيس أكاديمية التربية الصوفية التي يكون مقرها بمدينة الجزائر وتأسيس وإدارة موقع على شبكة الإنترنت ينشر الفكر الإسلامي الصحيح والتربية الروحية السليمة.
وتضمنت التوصيات تكليف لجنة من الفقهاء المتخصصين بمراجعة الموروث في كل مجالات التصوف وعرضه على ميزان الكتاب والسنة وتنقيته من شوائب ما يخالفها، والعمل على تصحيح المفاهيم والمحافظة على نقاء الفقه الصحيح وأصالته وتوجيه السلوك حتى يكون سلوكا يجسد القرآن قولا وفعلا وعلى هدي الرسول محمد -صلى الله عليه وسلم-.
وقد شارك في «المؤتمر العالمي الأول في التصوف»، الذي تناول موضوع «المرجعية المحمدية في معالجة قضايا وتحديات العصر» تحت شعار «مستغانم إحدى عوالم أهل علم التصوف» زهاء 120 عالما من 40 بلدا إسلاميا وممثلي الجالية الإسلامية من عشرة بلدان أخرى.

### تأسيس الاتحاد العالمي للطرق الصوفية
قام «الاتحاد الوطني للزوايا الجزائرية» في يوم الجمعة 20 ماي 2016م بمستغانم، في ختام المؤتمر العالمي الأول في التصوف، بتأسيس الاتحاد العالمي للطرق الصوفية واختيار الجزائر رئيسة له وذلك من قبل المشاركين.
وقد قام بتأسيس هذا الاتحاد العالمي ممثلو طرق صوفية بالجزائر ومن 40 بلدا إسلاميا، إضافة إلى ممثلي الجالية الإسلامية من عشرة بلدان، الذين اتفقوا على اختيار الدكتور عمر محمود شعلال رئيس الاتحاد الوطني للزوايا الجزائرية رئيسا لهذا الصرح الديني العالمي، حيث كلف بتنظيم الهياكل الإدارية واستكمال إجراءات التأسيس وفقا للقانون الجزائري.
وسيتخذ الاتحاد العالمي للطرق الصوفية مقرا إداريا له بجامع الجزائر الجاري إنجازه بمدينة الجزائر فيما تكون مستغانم الواقعة غرب الجزائر هي المقر الروحي والديني والثقافي والسياحي لهذا التنظيم العالمي.
ويهدف الاتحاد العالمي للطرق الصوفية المبني على مبادئ المرجعية المحمدية إلى خدمة الأمة الإسلامية تحت لواء علم التصوف، ويضم جهودها لتحافظ على كيانها كقوة روحية اجتماعية.

### ملتقى 2017م
قام «الاتحاد الوطني للزوايا والطرق الصوفية الجزائرية» بعقد ملتقاه الدولي الثاني حول «الخطاب الديني في وسائط الإعلام: المضامين والهوية» بمدينة مستغانم خلال يومي 13 و14 ماي 2017م.
وشددت كلمات المتدخلين في الملتقى على ضرورة الإسهام في تأسيس خطاب وإعلام ديني جديد يحترم حرية الابتكار والتجديد والاجتهاد المنطلق من مبادئ الإسلام الصحيحة البعيدة عن الغلو والشطط، والمركزة على التفاسير المتزنة والعلمية والموضوعية للقرآن والسنة لعلماء معروفين بالتوازن العقلي والفكري والنفسي.
كما دعت إلى الوقوف سدا منيعا أمام قنوات الترويج لخطاب الإرهاب والتقتيل والتدمير، والقضاء على التعصب، مع إبراز ضرورة إنشاء إعلام متخصص ومتشبع ومعرفي.
وانطلق الملتقى من كون الجزائر قادرة على تقديم نموذج مشرف لأمتنا العربية والاسلامية بحكم تراكم الخبرة والتجربة في مكافحة التطرف والإرهاب بشقيه الفكري والمادي.
كما دعا المتدخلون إلى العمل بجد واحترافية تحقيقا للهوية الإسلامية وتعزيزا لقيم الجزائر المجتمعية وسعيا وراء ترسيخ مفهوم الوسطية والاعتدال فيما بين أفراد المجتمع والنهوض بالإعلام الديني مقروءا ومسموعا ومرئيا، مع الاستفادة من الإمكانيات الإعلامية المتاحة، وكذا الإسهام في تكوين المواطن القادر على تنمية مجتمعه، مع تغذية روح المواطنة وكذا دعم وتنمية التواصل الإيجابي التفاعلي مع جميع شرائح المجتمع عن طريق وسائل الإعلام مع تقديم التوجيهات الصحيحة من منظور حضاري وتعزيز الوسطية بين أبناء المجتمع.

### وصلات خارجية
- الموقع الرسمي لوزارة الشؤون الدينية والأوقاف بالجزائر